# 丰代特
丰代特（法語：Fondettes，法語發音：[fɔ̃dɛt] ⓘ）是法国安德尔-卢瓦尔省的一个市镇，位于该省中西部，卢瓦尔河右岸，距离省会图尔市区以西大约6公里，属于图尔区和图尔-卢瓦尔河谷都会区。

## 地理
丰代特（47°24'15"N, 0°35'56"E）面积31.83 平方千米，位于法国中央-卢瓦尔河谷大区安德尔-卢瓦尔省，该省份为法国中西部省份，北起萨尔特省、东北接卢瓦-谢尔省，东南接安德尔省，南至维埃纳省，西临曼恩-卢瓦尔省。
与丰代特接壤的市镇（或旧市镇、城区）包括：圣罗克、沙朗蒂伊、吕讷、舒瓦西耶河畔拉芒布罗勒、拉里什、卢瓦尔河畔圣西尔、圣热努。
丰代特的时区为UTC+01:00、UTC+02:00（夏令时）。

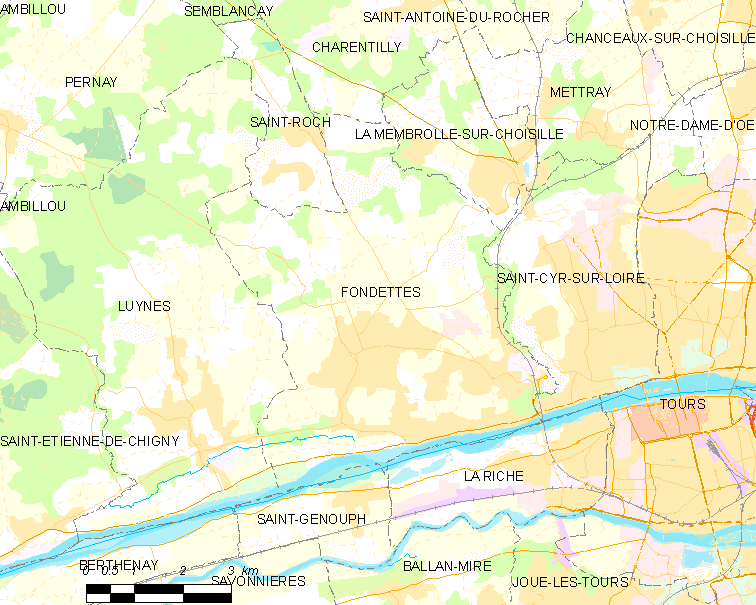
丰代特的OSM定位图

## 行政
丰代特的邮政编码为37230，INSEE市镇编码为37109。

## 政治
丰代特所属的省级选区为卢瓦尔河畔圣西尔县。

## 交通
安德尔-卢瓦尔省省道D952线沿卢瓦尔河右岸经过丰代特，另有省道D3线、D36线、D37线和D76线在丰代特境内交汇。
图尔公交11路、50路和57路经过境内。

## 人口

1962-2008年间丰代特人口变化图示

丰代特于2022年1月1日时的人口数量为10917人。

## 友好城市
- 德国 威斯巴登瑙罗德区（德语：Wiesbaden-Naurod）
- 葡萄牙 康斯坦西亚